# Antena (czasopismo 1934–1939)
Antena – ilustrowany tygodnik o tematyce radiowej wydawany w Polsce, w Warszawie przez Spółkę Wydawniczą „RA” od 1934 do 1939 r.
Większą część objętości pisma zajmował program radiowy, także rozgłośni zagranicznych. Na początku i na końcu numeru znajdowały się inne teksty, m.in. felietony Janusza Korczaka, a także reportaże, porady dla majsterkowiczów, ogłoszenia społeczne. Teksty były bogato ilustrowane fotografiami, a niekiedy także rysunkami. Pismo drukowało również reklamy, np. proszku do prania.
Po wojnie już w połowie 1945 r. zaczęło się ukazywać pismo o podobnej funkcji, którego tytuł początkowo brzmiał ,,Radio i Świat”, potem ,,Radio i Telewizja”, a następnie również Antena.